# Bagneux (Indre)
Bagneux – miejscowość i gmina we Francji, w Regionie Centralnym, w departamencie Indre.
Według danych na rok 1990 gminę zamieszkiwało 169 osób, a gęstość zaludnienia wynosiła 7 osób/km² (wśród 1842 gmin Regionu Centralnego Bagneux plasuje się na 969. miejscu pod względem liczby ludności, natomiast pod względem powierzchni na miejscu 521.).